# 亞塞拜然疏灌叢沙漠和草原
亞塞拜然疏灌叢沙漠和草原（Azerbaijan shrub desert and steppe）生態區域是一處位於西亞的荒漠和干燥疏灌丛生態區域。屬於裏海以西的一塊低地，覆蓋地區包括有亞塞拜然、喬治亞、和伊朗三個國家的部分地區。

## 地理
生態區域主要在庫拉-阿拉斯低地，庫拉河流經此地，向東流入裏海，阿拉斯河是庫拉河的支流，在庫拉河南方。生態區域的北面是高加索山脈、西面是小高加索山脈、西南面是亞美尼亞高地、南面是厄爾布爾士山脈、東面則是裏海。生態區域有70%位於亞塞拜然境內，延伸到喬治亞東部和伊朗西北部。在裏海沿岸的海拔從-27公尺上升到900公尺。
亞塞拜然首都，也是最大城市-巴庫，以及喬治亞首都和最大城市-第比利斯，都位於這個生態區域之內。

## 氣候
生態區域的氣候為半乾旱至乾旱的溫帶大陸性氣候。夏季漫長而炎熱，冬季短暫，氣溫溫和。年平均降水量為300至400毫米。

## 植物群
主要植物群落包括疏灌叢沙漠、草原、開闊林地、河流氾濫平原的水岸森林、和濕地。
沙漠群落的特點是有蒿屬灌木叢，還有其他灌木、草類、和草本植物。“蒿屬灌木叢沙漠”主要生長的是荒野蒿，以及短生長期的草類。“豬毛菜沙漠”中的灌木是以Salsola nodulosa和Salsola ericoides為主。
含有鹽分土壤的地區所生長的是鹽生植物，主要有兩種類型-具有短暫生命草本植物和草類的“Salsola dendroides沙漠”，和具有一年生植物如叉毛蓬屬，鹽角草等的“鹽生萵屬植物沙漠”。
草原的特點是草的高度可達到一公尺。 白羊草佔主要部分，另外還有針茅和濱棗的灌木叢。
在山麓和較低的山坡上有乾燥的開闊林地。主要樹種有三種杜松 (Juniperus)，和落葉阿特拉斯黃連木。林下灌木有濱棗，櫻亞屬等。
氾濫平原森林中佔多數的樹種有夏櫟、黑楊、銀灰楊等，林下有多枝檉柳和其他灌木。

## 動物群
當地哺乳動物有鵝喉羚 (Gazella subgutturosa subgutturosa)和土耳其倉鼠 (Mesocricetusbrandti)。河岸森林內有野豬、灰狼、西方狍、和里海紅鹿（Cervus elaphus maral）。
當地鳥類有遊隼 (Falco peregrinus)、石雞 (Alectoris chukar)、西域兀鷲 (Gyps fulvus)、禿鷲 (Aegypius monachus)、白尾海鵰 (Haliaeetus albicilla)、和黑鸛 (Ciconia nigra)。有數以千計的小鴇 (Tetrax tetrax) 會在生態區域的低地過冬。
本地爬行動物有希臘陸龜(Testudo graeca)、地中海鈍鼻蝰(Macrovipera lebetina)、斑點沙蚺、和達氏鞭蛇。

## 保護區
在2017年所做的評估發現，生態區域中的保護區佔3,693平方公里（6%）。在亞塞拜然的保護區有阿格高爾國家公園、戈布斯坦國家公園、希爾萬國家公園、Korchay國家保護區、Shamkir國家自然保護區、和Turyanchay State Nature Reserve，以及在喬治亞的瓦什洛瓦尼國家公園、Vashlovani重要自然保護區、和Gardabani管理保護區。

## 外部連結
- . 陸地生態區. 世界野生動物基金會.